# El cuaderno de Sara
El cuaderno de Sara es una película española de 2018 dirigida por Norberto López Amado y protagonizada por Belén Rueda.

## Argumento
Desde hace dos años, Laura busca a su hermana Sara, desaparecida en medio de la selva del Congo. Ni en la ONG para la que trabaja, ni en la embajada tienen noticias de su paradero, hasta que aparece una foto de Sara en un poblado minero del este del país africano. Laura decide viajar a Kampala (Uganda) para, desde allí, iniciar un peligroso viaje al corazón de África, un territorio dominado por los señores de la guerra. Una aventura que la llevará hasta la más sucia, violenta y oculta trastienda de los poderes occidentales.

## Conflicto
La película tiene como tema principal la exposición de la guerra que se vive en la actualidad en la República Democrática del Congo. La naturaleza de este conflicto se acoge al sistema de las nuevas guerras en las cuales los bandos que participan en él se acogen principalmente no a intereses políticos en primera instancia, sino que detrás hay una puja por la obtención y la explotación de ciertos recursos. En el caso congoleño sucede con el coltán, mineral muy cotizado en la actualidad para la fabricación en la industria tecnológica. Grandes empresas quieren hacerse con este valioso material y por ello entablan relaciones comerciales con los grupos rebeldes que controlan la zona del este del país, como la Alianza de Fuerzas Democráticas para la Liberación del Congo-Zaire. Las multinacionales les compran coltan con el que poder financiar su milicia contra el gobierno. La guerra ha tenido consecuencias devastadoras para el país cobrándose la vida de más de 6 millones de personas desde 1998 y viviendo más del 60 % de la población bajo el umbral de la pobreza.
La guerra en la República Democrática del Congo es una de las más cruentas que se han presenciado en el continente africano, siendo denominada incluso como "la Primera Guerra Mundial africana". ´Ésta ha pasado por tres fases, iniciándose la primera en la década de los 60 cuando el país accede a la independencia, destacando en el ascenso al poder la figura de Patrice Lumumba.
Ruanda y Uganda juegan un papel fundamental en la extracción del Coltán. Estos países fronterizos de la RDC son los medios de salida del Coltán proveniente de las minas controladas por las grupos rebeldes. En los últimos años, los países desarrollados han elaborado legislaciones que obligan a las empresas que importan minerales de la RDC un certificado que verifique que el mineral no procede de estas minas. Sin embargo, la trazabilidad del Coltán es casi imposible. Algunas de estas medidas han sido aplicadas en EEUU con la medida Dodd-Frank o en la UE a partir de 2015 y 2016.

## Valoración histórica
La película se adentra de forma cercana a la situación que se vive en las minas de coltán en el Congo. Los grupos rebeldes se apropian de ellas a base de reclutamiento de niños para sus guerrillas y una defensa basada en la violencia. Actualmente algunos de los grupos destacados son Agrupación Congoleña por la Democracia (ACD) y Movimiento de Liberación del Congo (MLC) enfrentados entre ellos y contra el resto de los habitantes. El dominio de las minas de coltán genera gran número de beneficios que les permite mantener sus tropas en la selva defendiendo lo que hacen ver como suyo.
Analizando la película, da la sensación de que los intereses a los que responde son occidentales y de primer mundo. Muestra a los grupos rebeldes como únicos causantes de las desgracias que se viven en la zona, sin cuestionar los beneficios que los países desarrollados obtienen a través de las negociaciones y la compra del coltán del Congo.
Por otra parte, la imagen que ofrece del continente africano es la de un continente muy retrasado, sin grandes ciudades y poblaciones mayormente tribales o aldeanas.

## Reparto
- Belén Rueda como Laura.
- Manolo Cardona como Sergio.
- Marian Álvarez como Sara.
- Ivan Mendes como Jamir.
- Nick Devlin como Sven.
- Marta Beláustegui como Elsa.
- Enrico Lo Verso como Padre Salvio.

## Estreno
La cinta se estrenó el 2 de febrero de 2018 en España, convirtiéndose en el mejor estreno de 2018 hasta ese momento, recaudando en su primer fin de semana 968 066 €.
La película fue vista hasta la fecha por 844 513 espectadores. Acabó su carrera comercial con 5 197 167 € recaudados tras 18 semanas en los cines españoles.
En enero de 2024 se estrena la 2.ª parte de la historia dirigida por Vicente Villanueva.